# Bajardo
Bajardo é uma comuna italiana da região da Ligúria, província de Impéria, com cerca de 278 habitantes. Estende-se por uma área de 24 km², tendo uma densidade populacional de 12 hab/km². Faz fronteira com Apricale, Badalucco, Castelvittorio, Ceriana, Molini di Triora, Perinaldo, Sanremo.

## Demografia
| Variação demográfica do município entre 1861 e 2011                               |
|                                                                                   |
| Fonte: Istituto Nazionale di Statistica (ISTAT) - Elaboração gráfica da Wikipedia |